# NIHSS
NIHSS（National Institute of Health Stroke Scale, NIH Stroke Scale）は、アメリカ国立衛生研究所による脳卒中重症度評価スケールのひとつである。1989年にBrottらによってその有効性が報告されて以来臨床現場、臨床研究でよく用いられている。判定表などはインターネット上で入手することができる。各項目ともに点数が高いほど重症度も高くなり最大で42点となるように設定されている。
脳梗塞の治療法であるrt-PA静注療法ではrt-PA静注中の1時間は15分ごと、その後は投与開始から7時間（投与後6時間）は30分ごと、その後24時間までは1時間ごとにNIHSSを施行するように管理指針が出ている。

## 沿革

### 発表
1989年に、シンシナチ大学脳卒中センターのブロットらが公表した。対光反射と足底反射の項目をふくみ、左右肢を別々に数えた場合、17項目で計42点だった。
同年、ノースカロライナ州在郷軍人病院のゴールドスタインらが使用した版は、対光反射と足底反射は除き、左右肢を別々に数えた場合15項目で計37点とした。視野は0から半盲の2まで。上下肢の運動評価は0-3の4段階。

### 完成
1992年にブロットらは15項目合計42点の修正採点表を発表し、これがNIHSS採点表の完成とみなされる。ゴールドスタインらの版に、視野項目で全盲3点を加え、上下肢の運動評価を0-4の5段階に増やした。
このスケールについて、UCSDのライデンらは1994年に、ビデオトレーニング後の検者間信頼性を発表した。
このスケールは、NINDSの研究グループによる、脳梗塞に対するtPAの有効性を示した1995年の論文に使用されたため、以後の脳卒中スケールの標準となった。   
ただしブロットら、ライデンらの論文内には詳細な採点基準は記されていない。実際の採点方法はNIH発行の文書に従う。

### 修正
2017年にライデンは、昏睡、すなわち意識水準1aの項目で3点（無反応または反射運動のみ）の場合の採点法を追記した。注視、視野、失調の項目以外は最高点とする。失調は0点。注視と視野は患者の状態により0,1,2のいずれかがありえ、現実にとりえる最高点は39点とした。

## NIHSSでの注意点
一般的な注意
リスト順に行うこと、逆に行ったり評点を変えるようなことはしない、実際に患者がなしえた点数をつける。医師が推察した点数をつけない。診察しながら点数を記載する。特別な誘導を行わない。
脳神経項目が少ない
脳神経項目が少ないため後方循環系の障害は評価が不十分となることがある。
言語機能の点数配分が高い
失語症が存在すると点数が高くなる傾向があり、同範囲の脳障害でも左半球障害では右半球障害よりも高い点数となる。
項目ごとに重みがない
同じ点数でもADLの程度が全く異なる場合がある。
軽微な障害は見落とされる
くぼみ手徴候などのような軽微な麻痺所見はカウントされない。
意識障害が存在すると高得点となる
JCSⅢ-300の場合は意識レベル、顔面神経麻痺、上下肢麻痺、感覚障害、言語、消去や不注意の項目は自動的に最高点となり失調が0点となる。そのため最重症でも40点ということになる。

## 評価法
意識の評価
意識水準、質問、命令の順に評価する。痛み刺激への反応しか認められない場合は麻痺、感覚障害、言語、消去や不注意の項目も最高点となるため注意が必要である。質問の答えは近似した内容であっても正解でなければ不正解として評価する。
注視の評価
前頭眼野、側頭、頭頂葉から脳幹への眼球運動経路の障害では核上性眼球運動障害による水平性注視麻痺が起こるため、水平性眼球運動のみで評価する。随意眼球運動障害が見られない場合、または共同偏視が認められる場合は眼球頭反射の有無で評価する。眼球頭反射が消失していれば重症である。
視野の評価
対座法でどちらの指が動いたのかで評価する。意識障害がある場合はvisual threatによる閉眼や指が動いた方を注視するのかで評価する。
顔面麻痺の評価
鼻唇溝の平坦などでは1点、口角下垂や兎目など顔面下半分の完全またはほぼ完全な麻痺では2点となる。なお末梢性顔面神経麻痺のように顔面の上側でも麻痺が認められると3点となる。
四肢麻痺の評価
あくまで指示、パントマイムなどで判定する。痛み刺激を用いて判定はしてはいけない。くぼみ手徴候やバレ徴候の回内など軽度の麻痺は0点で評価される。痛み刺激の反応などでは4点で評価する。
運動失調の評価
1肢毎の評価となるため片側上下肢の失調では2点となる。運動失調は筋力低下の影響を割引いても存在する場合にありとする。完全麻痺や理解力がなかったり、意識障害では0点とする。
感覚障害の評価
意識障害や失語が認められる場合は逃避反応や表情で評価する。前腕、下肢、体幹、顔面の4点ほどで評価することが多い。無反応の四肢麻痺や昏睡では2点とする。
失語
流腸性、理解力で判断する。文章カードや絵カードをもちいることもある。
構音障害
言語の明瞭性を評価する。
消去現象と無視
棒の真ん中を指すように命じ、半側空間無視を調べる。その他の病態失認などが認められると2点、昏睡患者も2点で評価する。

## NIHSSと併用されることの多い評価項目
点数がADL障害を十分に反映しないことからmodified rankin scale（mRS）、stroke impairment assessment set(SIAS)などを併用することがある。
modified rankin scale（mRS）
| mRS | 程度                             | 内容                                                           |
| --- | -------------------------------- | -------------------------------------------------------------- |
| 0   | 全く症候がない                   | 自覚、他覚所見なし                                             |
| 1   | 症候はあっても明らかな障害はない | 日常の務めや活動は行える                                       |
| 2   | 軽度の障害                       | 発症以前の活動を全て行えるわけではないが身の回りのことは自立   |
| 3   | 中等度の障害                     | 何らかの介助を必要とするが歩行や食事は自立している。           |
| 4   | 中等度から重度の障害             | 歩行、着衣、食事に介助は必要であるが持続的な介助は必要ではない |
| 5   | 重度の障害                       | 常に誰かの介助が必要である                                     |
| 6   | 死亡                             |                                                                |

stroke impairment assessment set(SIAS)
Brunnstrom Stage
発症時のBrunnstrom StageがIV以上ならば6ヶ月以内にほぼ完全に回復に達するとされ、発症後2週間の時点でStageがIV上に回復する例は8割の患者でStageVIで回復するとされている。上肢、指、下肢でそれぞれStageを決める。
| stage | 内容                                                                                       |
| ----- | ------------------------------------------------------------------------------------------ |
| I     | 反射的に随意的にも、筋の収縮や運動がみられない（弛緩状態）                                 |
| II    | 連合反応または随意的筋収縮がわずかに認められる（痙性が出始める）                           |
| III   | 随意的に共同運動として関節の運動が可能になる（痙性が著明になる）                           |
| IV    | 分離運動が部分的に可能となる（痙性がやや弱まる）                                           |
| V     | さらに分離運動進展した状態になる（痙性が軽減する）                                         |
| VI    | 分離運動が自由に、速く、協調性をもって行えるようになる（痙性が消失あるいは目立たなくなる） |

### 参考リンク
- NIHSS判定表詳細版 (PDF) （2016年9月16日時点のアーカイブ）
- NIHSS判定表 - ウェイバックマシン（2017年3月12日アーカイブ分）
- NIHSS練習問題 - ウェイバックマシン（2010年5月16日アーカイブ分）
- strokecenterNIHSSの判定表や練習問題がある。
- 日本脳卒中学会rt-PA(アルテプラーゼ)静注療法適正治療指針 (PDF) （2007年3月6日時点のアーカイブ）